# Liste der Gemeindeverbände im Département Hérault
Das Département Hérault liegt in der Region Okzitanien in Frankreich. Es untergliedert sich in 17 Gemeindeverbände.
Siehe auch: Liste der Gemeinden im Département Hérault

## Gemeindeverbände

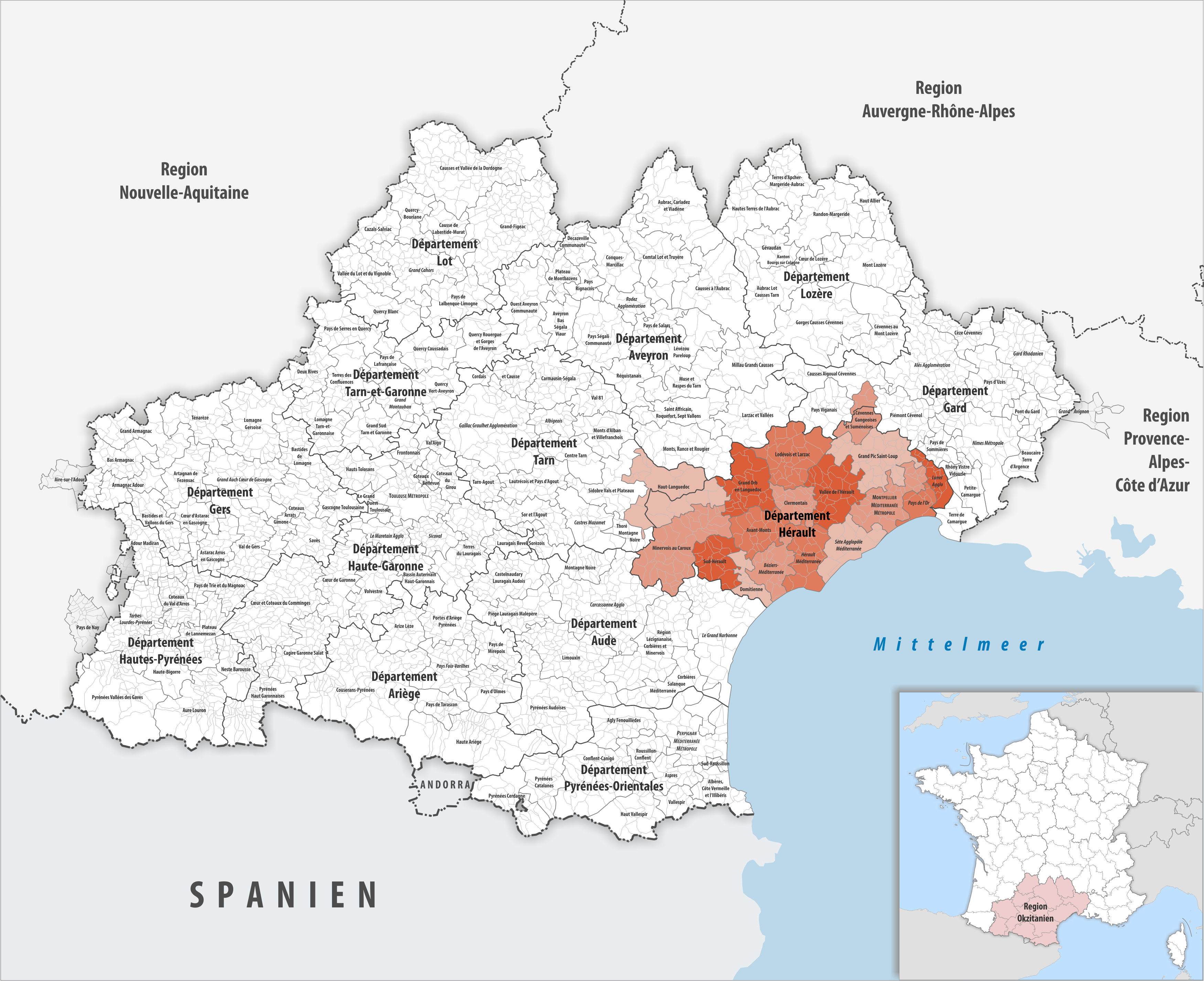
Gemeindeverbände im Département Hérault

| Gemeindeverband                    | Gemeinden im Départ./Verband | Einwohner 1. Januar 2022 | Fläche km² | Dichte Einw./km² | SIREN- Nummer | Rechtsform                 | Gründungsdatum    |
| ---------------------------------- | ---------------------------- | ------------------------ | ---------- | ---------------- | ------------- | -------------------------- | ----------------- |
| Avant-Monts                        | 25/25                        | 27.969                   | 353,38     | 79               | 200 071 058   | Communauté de communes     | 1. Januar 2017    |
| Béziers Méditerranée               | 17/17                        | 131.383                  | 303,00     | 434              | 243 400 769   | Communauté d’agglomération | 26. Dezember 2001 |
| Cévennes Gangeoises et Suménoises  | 9/13                         | 12.727                   | 241,13     | 53               | 243 400 736   | Communauté de communes     | 31. Dezember 1999 |
| Clermontais                        | 21/21                        | 28.964                   | 236,16     | 123              | 243 400 355   | Communauté de communes     | 21. Dezember 2000 |
| Domitienne                         | 8/8                          | 29.221                   | 171,93     | 170              | 243 400 488   | Communauté de communes     | 24. Juni 1993     |
| Grand Orb                          | 23/23                        | 19.955                   | 460,13     | 43               | 200 042 646   | Communauté de communes     | 1. Januar 2014    |
| Grand Pic Saint-Loup               | 36/36                        | 51.217                   | 575,20     | 89               | 200 022 986   | Communauté de communes     | 7. Dezember 2009  |
| Haut-Languedoc                     | 6/20                         | 7.954                    | 789,05     | 10               | 200 066 553   | Communauté de communes     | 8. August 2016    |
| Hérault Méditerranée               | 20/20                        | 82.000                   | 386,62     | 212              | 243 400 819   | Communauté d’agglomération | 17. Dezember 2002 |
| Lodévois et Larzac                 | 28/28                        | 14.824                   | 552,47     | 27               | 200 017 341   | Communauté de communes     | 10. November 2008 |
| Lunel Agglo                        | 14/14                        | 51.919                   | 157,91     | 329              | 243 400 520   | Communauté d’agglomération | 24. Dezember 1993 |
| Minervois au Caroux                | 36/36                        | 14.372                   | 784,95     | 18               | 200 066 348   | Communauté de communes     | 1. Januar 2017    |
| Montpellier Méditerranée Métropole | 31/31                        | 516.657                  | 364,95     | 1.416            | 243 400 017   | Métropole                  | 30. Juli 2001     |
| Pays de l’Or                       | 8/8                          | 45.624                   | 114,76     | 398              | 243 400 470   | Communauté d’agglomération | 20. Juli 1993     |
| Sète Agglopôle Méditerranée        | 14/14                        | 129.982                  | 310,29     | 419              | 200 066 355   | Communauté d’agglomération | 1. Januar 2017    |
| Sud-Hérault                        | 17/17                        | 18.369                   | 313,92     | 59               | 200 042 653   | Communauté de communes     | 1. Januar 2014    |
| Vallée de l’Hérault                | 28/28                        | 41.749                   | 481,04     | 87               | 243 400 694   | Communauté de communes     | 23. Dezember 2004 |